# Championnat du monde Red Bull de course aérienne 2009
Navigation
Championnat 2008 Championnat 2010

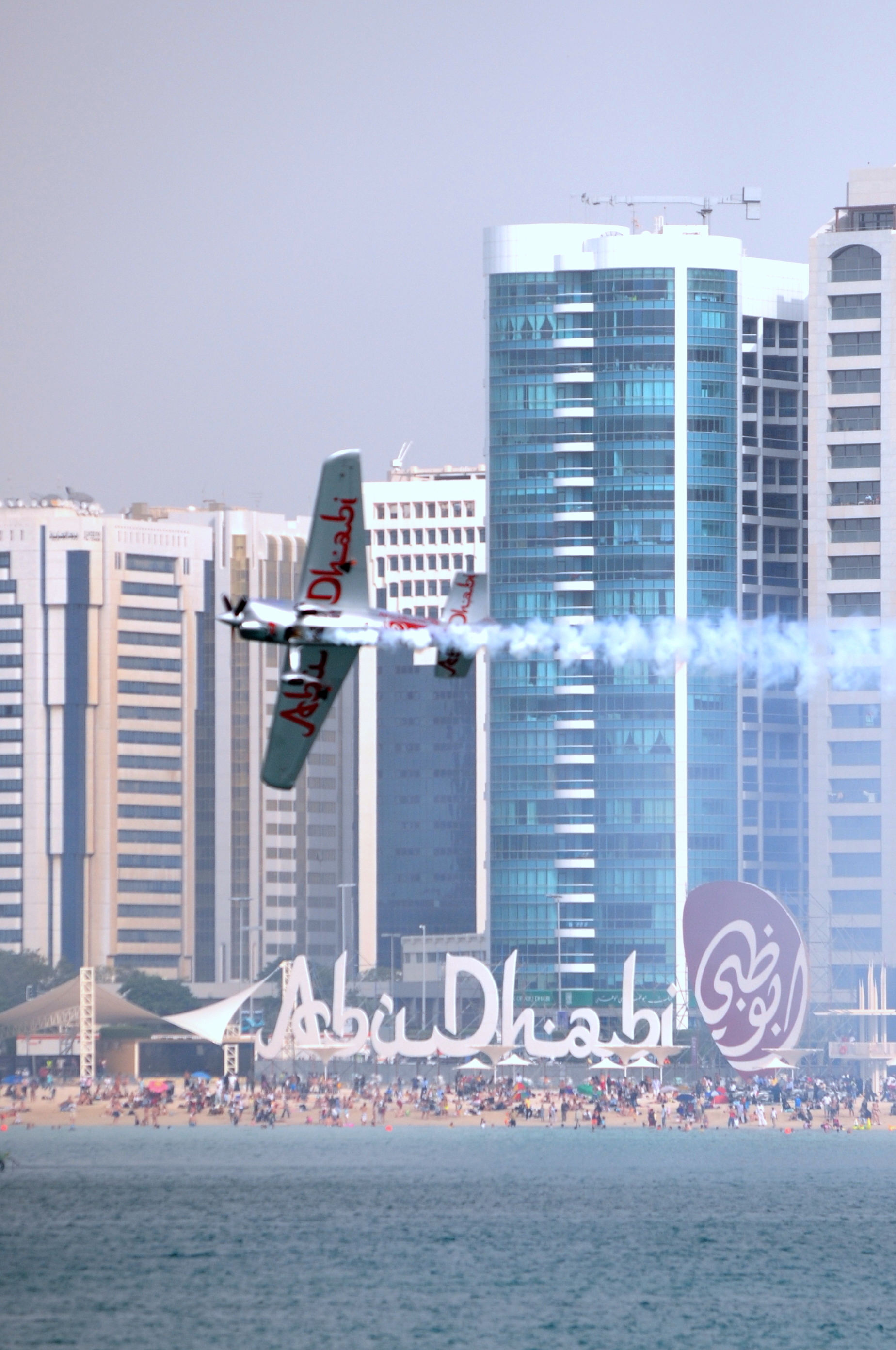
Durant l'épreuve des Emirats Arabes Unis, à Abu Dhabi, le 18 avril 2009.

Le Championnat du monde Red Bull de course aérienne 2009 (2009 Red Bull Air Race World Championship en anglais) est la cinquième édition du Championnat Red Bull de course aérienne. Il comporte 6 épreuves internationales se déroulant entre le 15 avril et le 4 octobre 2009. Pour la première fois, le Canada accueillera une épreuve, à Windsor en Ontario. Le nombre de compétiteurs passe de 12 à 15 avec le retrait de Steve Jones et l'arrivée de quatre nouveaux pilotes : l'Allemand Matthias Dolderer, l'Australien Matt Hall, le Japonais Yoshihide Muroya et le Canadien Pete McLeod (en). À 25 ans, McLeod est le plus jeune pilote de l'histoire de la course aérienne Red Bull.

## Réglementation
Pour cette édition 2009, le championnat a été profondément remanié. Dorénavant, le 1er jour de compétition est consacré au premier entrainement libre, le 2e jour au second entrainement libre qui détermine l'ordre de passage des avions lors des qualifications. Le 3e jour est consacré aux essais qualificatifs qui permettent aux 10 pilotes les plus rapides de rejoindre le Top 12 le jour de la course. Pour la première fois dans l'histoire de la compétition, le pilote qui réalise le meilleur temps des qualifications est gratifié d'un point au championnat du monde. Tous les entrainements, y compris les qualifications, se déroulent en deux sessions. Seul le meilleur temps des deux sessions est retenu.
Le 4e jour, jour de la course, les 5 derniers des qualifications se disputent le Wild Cart avec à la clef deux places de repêchage pour le Top 12. Les 10 premiers des qualifications et les deux repêchés se disputent le Top 12 qui qualifie les 8 premiers pour la suite de la compétition. Les 8 promus se disputent le Super 8 qui envoie les 4 pilotes les plus rapides en Final 4, dernière manche de la course. Le pilote qui réalise le meilleur temps en Final 4 remporte la victoire.
Le vainqueur d'une course marque 12 points, le deuxième 10 points, le troisième 9 points, le quatrième 8 points, et ainsi de suite jusqu'au onzième qui marque 1 point. Les pilotes finissant au-delà de la onzième place ne marquent pas de points.

## Participants
| Classement 2008 | Numéro | Pilote            | Équipe                       | Avion          | Saisons disputées | Meilleur classement |
| --------------- | ------ | ----------------- | ---------------------------- | -------------- | ----------------- | ------------------- |
| 1               | 28     | Hannes Arch       | Team Hannes Arch             | Zivko Edge 540 | 2                 | 1er                 |
| 2               | 55     | Paul Bonhomme     | Team Bonhomme                | Zivko Edge 540 | 4                 | 2e                  |
| 3               | 4      | Kirby Chambliss   | Team Red Bull                | Zivko Edge 540 | 4                 | 1er                 |
| 4               | 11     | Mike Mangold      | Mike Mangold Air Racing      | Zivko Edge 540 | 4                 | 1er                 |
| 5               | 5      | Peter Besenyei    | Team Red Bull                | MXR MXS-R      | 4                 | 2e                  |
| 7               | 9      | Nigel Lamb        | Team Breitling               | MXR MXS-R      | 4                 | 7e                  |
| 8               | 36     | Alejandro Maclean | Team Maclean                 | MXR MXS-R      | 4                 | 6e                  |
| 9               | 27     | Nicolas Ivanoff   | Team Nicolas Ivanoff         | Zivko Edge 540 | 4                 | 7e                  |
| 10              | 99     | Michael Goulian   | Goulian Aerosports           | Zivko Edge 540 | 3                 | 5e                  |
| 11              | 18     | Sergei Rakhmanin  | Sergei Rakhmanin Racing Team | MXR MXS-R      | 2                 | 11e                 |
| 12              | 45     | Glen Dell         | Glen Dell Aerobatics         | Zivko Edge 540 | 1                 | 12e                 |
| ##              | 21     | Matthias Dolderer | Team Matthias Dolderer       | Zivko Edge 540 | 0                 | /                   |
| ##              | 95     | Matt Hall         | Matt Hall Racing             | MXR MXS-R      | 0                 | /                   |
| ##              | 84     | Pete McLeod (en)  | Pete Mcleod Aerosports       | Zivko Edge 540 | 0                 | /                   |
| ##              | 31     | Yoshi Muroya      | Team Deepblues               | Zivko Edge 540 | 0                 | /                   |

## Épreuves
| N° | Date                 | Ville     | Lieu                                                                          | Édition | Vainqueur       | Meilleur temps des qualifications |
| -- | -------------------- | --------- | ----------------------------------------------------------------------------- | ------- | --------------- | --------------------------------- |
| 39 | 17-18 avril 2009     | Abou Dabi | Port Zayed - Corniche d’Abou Dabi                                             | 5e      | Hannes Arch     | Hannes Arch                       |
| 40 | 9-10 mai 2009        | San Diego | Embarcadero Marina Park                                                       | 3e      | Nicolas Ivanoff | Hannes Arch                       |
| 41 | 13-14 juin 2009      | Windsor   | Frontière canado-américaine au-dessus de la rivière Détroit                   | 1re     | Paul Bonhomme   | Kirby Chambliss                   |
| 42 | 19-20 août 2009      | Budapest  | Devant le Parlement à proximité du Széchenyi Chain Bridge au-dessus du Danube | 5e      | Michael Goulian | Paul Bonhomme                     |
| 43 | 12-13 septembre 2009 | Porto     | Au-dessus du Douro, entre Porto et Vila Nova de Gaia                          | 3e      | Paul Bonhomme   | Paul Bonhomme                     |
| 44 | 3-4 octobre 2009     | Barcelone | Plage de Bogatell                                                             | 2e      | Paul Bonhomme   | Hannes Arch                       |

## Classements

### Pilotes
Le point attribué au pilote ayant réalisé le meilleur temps des qualifications est indiqué par le signe +1.
| Classement | Pilote            | Drapeau des Émirats arabes unis | Drapeau des États-Unis | Drapeau du Canada | Drapeau de la Hongrie | Drapeau du Portugal | Drapeau de l'Espagne | Total des points |
| ---------- | ----------------- | ------------------------------- | ---------------------- | ----------------- | --------------------- | ------------------- | -------------------- | ---------------- |
| 1          | Paul Bonhomme     | 10                              | 10                     | 12                | 10                    | 12 +1               | 12                   | 67               |
| 2          | Hannes Arch       | 12 +1                           | 9 +1                   | 10                | 8                     | 10                  | 8 +1                 | 60               |
| 3          | Matt Hall         | 7                               | 7                      | 5                 | 5                     | 9                   | 3                    | 36               |
| 4          | Kirby Chambliss   | 3                               | -                      | 9 +1              | 9 +1                  | 4                   | 7                    | 34               |
| 5          | Nicolas Ivanoff   | 9                               | 12                     | 3                 | 4                     | -                   | 5                    | 33               |
| 6          | Nigel Lamb        | 8                               | 6                      | 4                 | 3                     | 1                   | 10                   | 32               |
| 7          | Mike Mangold      | 5                               | 5                      | 8                 | 6                     | 7                   | -                    | 31               |
| 8          | Peter Besenyei    | 2                               | 8                      | DNS               | 2                     | 8                   | 4                    | 24               |
| 9          | Matthias Dolderer | 1                               | -                      | DSQ               | 7                     | 6                   | 9                    | 23               |
| 10         | Michael Goulian   | -                               | -                      | 6                 | 12                    | 3                   | 1                    | 22               |
| 11         | Sergei Rakhmanin  | 6                               | 4                      | 7                 | DSQ                   | -                   | -                    | 17               |
| 12         | Alejandro Maclean | 4                               | 2                      | 2                 | 1                     | 5                   | 2                    | 16               |
| 13         | Glen Dell         | -                               | 3                      | -                 | DSQ                   | DNS                 | -                    | 3                |
| 14         | Yoshi Muroya      | -                               | 1                      | DNS               | -                     | 2                   | 6                    | 9                |
| 15         | Pete McLeod (en)  | -                               | -                      | 1                 | -                     | -                   | -                    | 1                |

- DSQ : Disqualified
- DNS : Did not start

### Équipes
Le top 5 des meilleures équipes des Red Bull Air Race
| Classement | Équipe          | Drapeau des Émirats arabes unis | Drapeau des États-Unis | Drapeau du Canada | Drapeau de la Hongrie | Drapeau du Portugal | Drapeau de l'Espagne | Total des points |
| ---------- | --------------- | ------------------------------- | ---------------------- | ----------------- | --------------------- | ------------------- | -------------------- | ---------------- |
| 1          | Paul Bonhomme   | 10                              | 10                     | 12                | 10                    | 12 +1               | 12                   | 67               |
| 2          | Hannes Arch     | 12 +1                           | 9 +1                   | 10                | 8                     | 10                  | 8 +1                 | 60               |
| 3          | Matt Hall       | 7                               | 7                      | 5                 | 5                     | 9                   | 3                    | 36               |
| 4          | Kirby Chambliss | 3                               | -                      | 9 +1              | 9 +1                  | 4                   | 7                    | 34               |
| 5          | Nicolas Ivanoff | 9                               | 12                     | 3                 | 4                     | -                   | 5                    | 33               |